# Muhlbach-sur-Bruche
Muhlbach-sur-Bruche település Franciaországban, Bas-Rhin megyében. Lakosainak száma 663 fő (2022. január 1.). Muhlbach-sur-Bruche Grendelbruch, Lutzelhouse, Mollkirch, Niederhaslach, Russ, Urmatt és Wisches községekkel határos.

## Népesség
A település népességének változása:
| Lakosok száma | 650  | 656  | 714  | 641  | 639  | 643  | 641  | 643  | 663  |
|               | 2013 | 2015 | 2016 | 2017 | 2018 | 2019 | 2020 | 2021 | 2022 |